# Oliver Kröner
Oliver Kröner (* 6. November 1973) ist ein ehemaliger deutscher Fußballspieler.

## Karriere
Kröner wechselte 1996 vom 1. FC Schweinfurt 05 zum Bundesligisten Fortuna Düsseldorf. Die Fortuna wurde von Trainer Aleksandar Ristić betreut, der Kröner bereits am 1. Spieltag der Saison 1996/97 zu seinem Debüt brachte. Im Spiel gegen den 1. FC Köln, was 0:3 verloren wurde, spielte Kröner ab der 59. Spielminute. Im Laufe der weiteren Spielzeit bestritt er fünf weitere Spiele, nach der Winterpause wechselte er zum SC Weismain, von wo er 1999 zum 1. FC Schweinfurt 05 zurückkehrte. Anschließend spielte er noch für Würzburger FV, 1. FC Sand, VfL Frohnlach, TSV Großbardorf und den VfL Euerbach.

## Privates
Kröner ist als Lehrer an der Grabfeldschule (Mittelschule) in Bad Königshofen tätig.